# Marinella Falca
Marinella Falca est une gymnaste rythmique italienne née le 1er mai 1986 à Terlizzi (Italie).

## Biographie
Marinella Falca remporte la médaille d'argent lors du concours par équipes des Jeux olympiques d'été de 2004 à Athènes avec ses coéquipières Daniela Masseroni, Fabrizia D'Ottavio, Elisa Santoni, Laura Vernizzi et Elisa Blanchi.